# Escaldo
Os escaldos (do nórdico antigo: skáld «poeta, cantor») eram poetas ou jograis escandinavos, que compunham e declamavam a poesia escáldica, que era uma das duas variedades da poesia nórdica antiga, sendo que a outra variedade, a poesia édica, se pautava por ser anónima. 
Nesses tempos, em que o acesso à escrita era menos frequente, o escaldo era também um narrador popular de episódios mais ou menos históricos.
Os escaldos eram frequentemente membros de um grupo de poetas da corte dos líderes da Escandinávia e Islândia durante a Era Viquingue. Compunham e apresentavam as suas interpretações, hoje conhecidas como poesia escáldica. 
De origem nórdica antiga - skáld, a palavra skald é hoje em dia usada em sueco e em norueguês como sinónimo de poeta ou criador literário. 

## Principais escaldos
Mais de 300 escaldos são conhecidos do período entre 800 e 1200 Eles incluem:
- Bragi Boddason
- Þorbjörn hornklofi
- Thjodolf de Hvinir
- Einarr Skúlason
- Eyvindr Finnsson
- Eilífr Goðrúnarson
- Egil Skallagrimsson
- Einarr Helgason
- Gunnlaugr Illugason
- Úlfr Uggason
- Kormákr Ögmundarson
- Alfredo, o Poeta Perturbado
- Arnórr jarlaskáld
- Haroldo Hardrada
- Snorri Sturluson
- Þórir Jökull Steinfinnsson